# Bambú metróállomás
Bambú metróállomás Spanyolország fővárosában, Madridban a madridi metró 1-es vonalán.

## Metróvonalak
Az állomást az alábbi metróvonalak érintik:
- 1-es metróvonal

## Kapcsolódó állomások
A metróállomáshoz az alábbi állomások vannak a legközelebb:
- Chamartín (Valdecarros)
- Pinar de Chamartín (Pinar de Chamartín, 1-es metróvonal)
- Madrid-Chamartín-Clara Campoamor (Valdecarros, 1-es metróvonal)